# 国花路站
国花路站是洛阳轨道交通2号线的地铁车站，位于中华人民共和国河南省洛阳市老城区与西工区交界国花路与状元红路交叉口，于2021年12月26日开通。

## 车站结构
国花路站位于国花路与状元红路交叉口，沿国花路设置，呈南北走向，为地下三层岛式站台车站，车站长223.3米，标准段宽22.1米，车站地下一层为站厅层，地下二层为设备层，地下三层站台层，站台设置全高站台门。车站北侧设有一条单渡线。
| 地面              | 出入口 | A、B、C、D出入口                                                                                            |
| 地下一层          | 站厅   | 客服中心、自动售票机、验票机                                                                                |
| 地下二层          | 设备   | 车站设备 |
| 地下三层          | 站台   | \| \| \| █ 2号线往二乔路（邙岭） \| \| 島式 · 開左邊车门 \| \| \| \| \| \| █ 2号线往八里堂（洛阳火车站） \| |
|                   |        | █ 2号线往二乔路（邙岭）                                                                                     |
| 島式 · 開左邊车门 |        | |
|                   |        | █ 2号线往八里堂（洛阳火车站）                                                                               |

## 出入口
国花路站共设4个出入口，各出口及周围设施如下所示：
| 出口编号            | 照片 | 地点                             | 可到达目的地                           |
| ------------------- | ---- | -------------------------------- | -------------------------------------- |
| A · 出口            |      | 国花路（东侧），状元红路（南侧） | 洛阳市中心血站，洛阳特警支队，公交驾校 |
| B · 出口 · （设有） |      | 国花路（西侧），状元红路（南侧） | 旭辉时代天际·景庭，王城之珠南院        |
| C · 出口            |      | 国花路（西侧），状元红路（北侧） | 邙山农贸市场，鑫豪小区，王城之珠北院   |
| D · 出口            |      | 国花路（西侧），状元红路（北侧） | 洛阳烈士陵园，洛阳市第五十中学         |
| 图例： 设有         |      |                                  |                                        |

## 接驳交通

### 公交车
- 国花路状元红路口：5路，16路，32路，33路，46路，51路，98路，301路，303路，369路，709路，V19路
- 状元红路英雄路口：32路，V19路

## 历史
本站工程名为机场路站，正式站名为国花路站，以车站所处的国花路命名。
- 2019年10月8日，车站主体结构封顶[4]。
- 2021年12月26日，车站随2号线通车开通[1]。